# Spanische Badmintonmeisterschaft 1989
Die Spanische Badmintonmeisterschaft 1989 fand in Vigo statt. Es war die achte Austragung der nationalen Titelkämpfe von Spanien im Badminton.

## Titelträger
| Disziplin    | Sieger                         |
| ------------ | ------------------------------ |
| Herreneinzel | Enrique Lago                   |
| Dameneinzel  | Leonor Gallardo                |
| Herrendoppel | Igor Khattry Bernardo Galmes   |
| Damendoppel  | Aída Rodríguez Marta Otero     |
| Mixed        | Ángel Fernández Aída Rodríguez |